# Érico Cardoso
Érico Cardoso est une municipalité brésilienne de l'État de Bahia et la microrégion de Livramento do Brumado.